# Ponte Principe Amedeo Savoia Aosta
Ponte Principe Amedeo Savoia Aosta, noto anche come ponte Principe o ponte PASA dal suo acronimo, è un ponte che collega il lungotevere dei Sangallo a piazza Della Rovere, a Roma, nei rioni Ponte, Trastevere e Borgo.

## Descrizione
È in 3 arcate in muratura rivestite in marmo bianco. Tra le 3 arcate si aprono due monofore con arco a tutto sesto. Tali arcate suddividono il Tevere in 3 bracci mediante 2 pilastri a forma ricordante vagamente delle navi.
Collega il rione Borgo con il rione Ponte.
Il ponte collega la chiesa di San Giovanni dei Fiorentini e la zona di Corso Vittorio Emanuele II al traforo che collega poi a Via Aurelia mediante Via di Gregorio VII.

## Storia
Il ponte è dedicato al Amedeo di Savoia-Aosta, viceré di Etiopia.
La realizzazione dell'opera viene affidata a Rodolfo Stoelcker mentre il progetto viene realizzato dal Comune di Roma.
Il ponte venne ultimato nel 1942 in 34 mesi, ma nella realizzazione si trovarono molteplici difficoltà di realizzazione viste le varie interruzioni.